# آيركراك-إن جي
هي الاداة تقوم بتخمين كلمة مرور الشبكات المؤمنه بكلمة مرور من نوع WEP و WPA/WPA2-PSK , وهذي الاداة تعمل على أنظمة اللينكس وبعض أجهزة اندرويد التي تدعم هذه الخاصية ويجب أن يكون إصدار نظام الأندرويد. في حالة شبكة تستخدم التشفير WEP تاستعمل ايركراك-ان جي تحليل احصائي في هجوم تيار تشفيرات (side channel)، و في حالة الWPA/2 هذه غير من الممكن. عوضا عن تحليل احصائي، تحاول ايركراك ان-جي عن تخمين باسورد الشبكة في هجوم المعجم.